# Gliese 163
Gliese 163 é uma estrela anã vermelha na constelação de Dorado. Com base em medições de paralaxe, do segundo lançamento do catálogo Gaia, está localizada a uma distância de 49,4 anos-luz (15,1 parsecs) da Terra. Apesar da proximidade, não é visível a olho nu, tendo uma magnitude aparente visual de 11,81. É portanto uma estrela de baixa luminosidade com uma magnitude absoluta igual a 10,9.
Gliese 163 tem um sistema planetário de no mínimo três planetas.

## Características
Esta estrela é uma anã vermelha típica com um tipo espectral de M3.5V. Anãs vermelhas são as estrelas mais frias na sequência principal e representam cerca de 75% de todas as estrelas. Gliese 163 tem uma massa de 40% da massa solar, raio de 46% do raio solar e está brilhando com apenas 2,2% da luminosidade solar. Sua fotosfera está irradiando essa energia a uma temperatura efetiva de cerca de 3 300 K. Gliese 163 tem um baixo índice de atividade cromosférica, o que indica uma rotação lenta com um período de 61 dias.
Com uma alta velocidade espacial, representada pelo vetor (U, V, W) = (-70, -76, 1) km/s, Gliese 163 provavelmente pertence à população do disco espesso da Via Láctea, composta por estrelas mais velhas com altas dispersões de velocidade. No entanto, ao contrário da maioria das estrelas do disco espesso, sua metalicidade é alta, próxima do valor solar. Não é claro se Gliese 163 é uma estrela do disco espesso com uma metalicidade anormalmente alta, ou uma estrela jovem com uma velocidade alta. O alto movimento próprio de Gliese 163, de cerca de 1,2 segundos de arco por ano, resulta em uma aceleração na sua velocidade radial de 0,49 m/s por ano, que foi subtraída para a análise do sistema planetário ao redor da estrela.

## Sistema planetário
Em agosto de 2012 foi anunciada a descoberta de um sistema planetário ao redor de Gliese 163. A descoberta foi feita por espectroscopia Doppler a partir de observações pelo espectrógrafo HARPS, que coletou 154 medições de velocidade radial entre outubro de 2003 e janeiro de 2012. Foram encontrados cinco sinais periódicos na velocidade radial da estrela, sendo que pelo menos três deles são constantes e correspondem a planetas em órbita. Os outros dois, de 19,4 e 108 dias, aparecem em apenas parte das épocas observadas e portanto podem não ser planetas legítimos.
Os três planetas confirmados têm períodos orbitais de aproximadamente 8,63, 25,6 e 600 dias e massas mínimas de 10,6, 6,8 e 29 vezes a massa da Terra. Os dois planetas mais internos estão próximos um do outro a distâncias médias de 0,060 e 0,125 UA da estrela e possuem excentricidades orbitais baixas de 0,07 e 0,10, enquanto o terceiro planeta está mais afastado, a 1,030 UA, e sua órbita tem uma alta excentricidade de 0,37. Simulações dinâmicas indicam que o sistema é estável a longo prazo e que as órbitas dos dois planetas mais internos provavelmente são quase circulares, com excentricidades menores que as determinadas pela solução de velocidade radial. Para haver estabilidade, a inclinação do sistema deve ser maior que 20°. A solução com cinco planetas é instável.
O segundo planeta do sistema, Gliese 163 c, é particularmente notável por estar possivelmente na zona habitável da estrela, recebendo 134% da irradiação que a Terra recebe do Sol. Com uma massa de 7 vezes a massa da Terra, ele pode ser um planeta rochoso como a Terra ou possivelmente ter uma camada atmosférica massiva de hidrogênio e hélio, como os planetas gasosos. Para potencialmente possuir água líquida, sua temperatura de equilíbrio deve ser entre 175 e 270 K, condição que é atingida com albedos entre 0,34 e 0,89 (o albedo da Terra é 0,30).
O sistema planetário de Gliese 163 também foi detectado por uma equipe independente, em um estudo publicado na mesma data que o estudo principal da equipe do HARPS. Esse estudo baseou-se em dados públicos do HARPS de até agosto de 2010, usando portanto menos medições da estrela, e encontrou os mesmos três planetas no sistema, com características similares às descritas acima. Evidência foi encontrada para um quarto planeta, com período de 125 dias.
| Planeta | Massa          | Semieixo maior (UA) | Período orbital (dias) | Excentricidade |
| ------- | -------------- | ------------------- | ---------------------- | -------------- |
| b       | >10,6 ± 0,6 M⊕ | 0,06070 ± 0,00001   | 8,63182 ± 0,00155      | <0,101         |
| c       | >6,8 ± 0,9 M⊕  | 0,1254 ± 0,0001     | 25,63058 ± 0,02550     | <0,144         |
| d       | >29,4 ± 2,9 M⊕ | 1,0304 ± 0,0086     | 603,95116 ± 7,55862    | 0,373 ± 0,077  |